# Apex (1994)
Apex (Originaltitel: A.P.E.X.) ist ein  US-amerikanischer Science-Fiction-Film mit einem Endzeitszenario des Regisseurs Phillip J. Roth aus dem Jahr 1994.

## Handlung
Im Jahr 2073 reist eine von Militärwissenschaftler geschaffene Zeitsonde mit Kampfrobotern und dem Wissenschaftler Nicholas Sinclair in das Jahr 1973, um die Ausbreitung eines Virus zu verhindern. Nachdem Sinclair in die Gegenwart zurückkehrt, herrscht eine große Verwüstung und die Menschheit ist beinahe vollständig ausgerottet. Ursache sind seit 1973 erfolgende Roboterangriffe. Da er erfährt, dass er daran Schuld hat, will er seine Zeitreise rückgängig machen.

## Hintergrund
Gedreht wurde Apex 1993 in den Orten Fontana und Los Angeles in Kalifornien sowie Virginia City in Nevada.
Im Februar 1994 wurde Apex auf dem Fantasporto Film Festival in Portugal erstmals der Öffentlichkeit vorgestellt. Im deutschsprachigen Raum erschien der Film auf Video und wurde bereits im Fernsehen gezeigt.
Die Spezialeffekte stammen von Altered Anatomy FX.

## Rezeption
Das Lexikon des internationalen Films hält Apex für einen „billig gemachten, verwirrenden Science-Fiction-Film, der Vorbilder wie Terminator schamlos kopiert.“ Weiterhin urteilt es, Apex hätte „wenig gelungene optische Effekte“ und sei eine „ordnungslose Aneinanderreihung von Zeit- und Wirklichkeitsebenen“.
Kino.de urteilt hingegen, dass Apex mangels eines „Riesenbudgets“ und den Namen bekannter Schauspieler „nicht gerade glänze, […] wohl aber mit erstklassigen optischen Effekten, schier endlosem Feuerzauber und einer guten Portion Dramatik, die von guten Darstellern getragen wird“ aufwarte.

## Auszeichnungen
Apex wurde auf dem Fantasporto Fantasy-Film-Festival 1994 in der Kategorie „Bester Film“ für den International Fantasy Film Award nominiert.